# 盧循
盧 循（ろ じゅん、生年不詳 - 義熙7年4月24日（411年6月1日））は、孫恩の乱の首謀者の一人で、盧循の乱の首領。字は于先、幼名は元竜。本貫は范陽郡涿県。盧諶の曾孫。

## 略歴
祖父の盧勗の代に五胡十六国の乱を避けて東晋に帰順した。元興元年（402年）、孫恩が戦いに敗れて投身した後、妹婿だった関係から反乱軍の指導者となる。孫恩は残忍な性格だったが、盧循はことあるごとに諫めて抑えてきたため、士人の中にはそれによって救われた者が多かったのである。
その後、反乱を起こして東晋の実権を握った桓玄から永嘉郡太守に任ぜられるが、反乱を真面目に鎮めようとしなかった事から劉裕に討伐をされる。連戦連敗で海に逃れるが、劉裕が桓玄に反旗を翻したことによって息をつくことができた。元興3年（404年）、桓玄討伐のどさくさにまぎれて広州を占領する。
義熙6年（410年）、劉裕が南燕を討つために北伐したのに乗じて北進、劉裕の盟友であった江州刺史の何無忌を敗死させ、劉毅の軍も破る。戦況は圧倒的優位に進んでいったが劉裕が戻ってくると、劉裕を恐れて建康に進軍できなかったことから戦況が逆転する。
11月、劉裕の命を受けた孫処は海上から広州を急襲して攻め落した。12月、大雷というところで決戦となり盧循軍は壊滅的な敗北を喫する。その後、左里の戦いの敗北が致命傷となって軍勢を立て直すことができず官軍の追撃を避けて交州まで逃げた。結局、義熙7年（411年）4月に交州刺史の杜慧度の策略に巻き込まれて残った兵力まで壊滅すると、妻子や妓妾たちに毒を飲ませ、盧循自身も水中に身を投じる。死後、盧循の屍は水から引き揚げられ斬刑に処され、その首は建康に送られた。

## 出自
『三国志』盧毓伝に裴松之が注に引く『盧諶別伝』では「妖術を操る賊の大将盧循は盧諶（盧毓の曾孫）の曾孫である」と書かれている。